# 亲爱的新年好
《亲爱的新年好》（英語：Begin, Again）是中国大陆剧情片，2019年12月31日上映，改编自丁丁张的小说《只在此刻的拥抱》，导演是彭宥纶，主演是白百何、张子枫、魏大勋。讲述了北漂女孩在北京市打拼事业追求梦想的故事。

## 演出
- 白百何 出演 白树瑾
- 魏大勋 出演 仲要
- 张子枫 出演 小女孩
- 许娣 出演 白母
- 李建义 出演 白父
- 吕星辰 出演 冯金金
- 袁文康 出演 泰山
- 温昇豪 出演 陈年
- 赵子琪 出演 祁红

### 友情演出
- 海一天
- 刘畅
- 吕聿来
- 吴昊宸
- 白举纲
- 赵天宇
- 赵阳

## 上映
2019年11月25日，片方公布预告片和宣布该片将在12月31日上映。

## 外部连接
- 豆瓣电影上《亲爱的新年好》的資料 （简体中文）
- 时光网上《亲爱的新年好》的資料（简体中文）
- 互联网电影数据库（IMDb）上《亲爱的新年好》的资料（英文）